# 特別行政區 (中華民國)
特別行政區（簡稱特區、特別區）為中華民國曾存在之第一級行政區劃，由行政院直轄，通常作為行政區預備改制前的過渡性單位。

## 類型

### 準備建省
1914年，北洋政府设立察哈爾特別區、綏遠特別區、熱河特別區、川邊特別區等4個特別行政區，乃軍政合一的都統轄區（川邊為鎮守使），性質上屬於中央直轄道，共同特徵是當地漢人定居者日增，漸有納入內地建制之需要，但原享有自治地位的蒙古盟、旗或西藏基巧、宗，與新設治之府（道）、縣相參雜，為使兩套不同的行政體系相容而設置特別行政區，以因應當地蒙（藏）族與漢人之關係。
國民黨北伐後，認為孫中山遺教裡並未提到特別區之設置，於是將上述各地皆改制為省，即察哈爾省、綏遠省、熱河省、西康省（川邊特別區）。此後特別行政區被視為「準省」，定位變成建省前置作業之建制。依此準則設立的第一個特別行政區為海南特別行政區，轄區為海南島與南海諸島。海南島於1950年因內戰失守後，海南特別行政區不復存在，但中華民國政府仍將海南特別行政區列入行政區序列之中，至2005年方予以取消；至於南海諸島，則自1979年起由甫升格為直轄市的高雄市代管。
抗戰時期，汪兆銘政權亦曾先於1942年劃江蘇省的徐海道1市17縣及安徽省的皖北地方4縣，設立「蘇淮特別行政區」，1944年改制為淮海省，抗戰勝利後撤銷。

### 自外國政权收回的領土
國民政府收回外國侵佔地後，為處理當地在外國統治期間與中國本土產生的差異環境，因而設置具過渡性質的行政區，計有東省特別區、威海衛行政區等2地。東省特別區是北洋政府在1920年逐步收回鐵路路權時，基於司法上的考慮，將中東路沿線定為特別司法區，設東省特別區法院處理該區之司法案件；中國於1922年收回中東鐵路主權後，於1923年成立東省特別區行政長官公署，主管區內行政、軍警、外交、司法等事項。威海衛則於1930年自英收回後，成立威海衛行政區直屬於行政院，適用法律比照直轄市。

## 其他類似的行政區
除了特別行政區之外，中華民國曾存在過其他特殊的行政區劃與地方政府組織：
- 京兆地方：1914年由清代順天府改制而成，乃現今北京市之前身。
- 屯垦区：類似的尚有1929年設立的興安屯墾區，由於興安為东北政务委员会私自設立，故未被國民政府正式列入地方行政建制的序列中。
- 边区：在抗日战争时期，中国共产党所占领的地区依照国共协议被改编为边区，行政经济军事等独立，受行政院直辖。
- 陽明山管理局：中華民國政府遷臺後曾存在的縣級行政區，乃為了拱衛當前首都臺北市而設立，轄區為今之臺北市下轄之士林區、北投區。